# Boronia subsessilis
Boronia subsessilis är en vinruteväxtart som beskrevs av George Bentham. Boronia subsessilis ingår i släktet Boronia och familjen vinruteväxter. Inga underarter finns listade i Catalogue of Life.